# Poço Branco
Poço Branco is een gemeente in de Braziliaanse deelstaat Rio Grande do Norte. De gemeente telt 12.673 inwoners (schatting 2009).